# Cattedrale di San Pietro (Jaca)
La cattedrale di San Pietro (in spagnolo: Catedral de San Pedro) a Jaca, in provincia di Huesca, (Spagna), è la prima cattedrale romanica costruita in Aragona e fra le più antiche della penisola iberica. Fu eretta fra gli anni settanta dell'XI e i primi decenni del XII secolo, tuttavia le sue forme attuali sono il risultato di numerose aggiunte e modifiche effettuate per lo più in età moderna (fra gli ultimi anni del XV e la fine del XVIII secolo). Fu edificata per volontà di re Sancho Ramírez, che dopo aver rinnovato, in un viaggio a Roma, i suoi vincoli di vassallaggio nei confronti del Sommo Pontefice (1068), ottenne da quest'ultimo il riconoscimento del suo titolo reale e l'autorizzazione di stabilire a Jaca, capitale del Regno d'Aragona, la sede episcopale.

## Storia

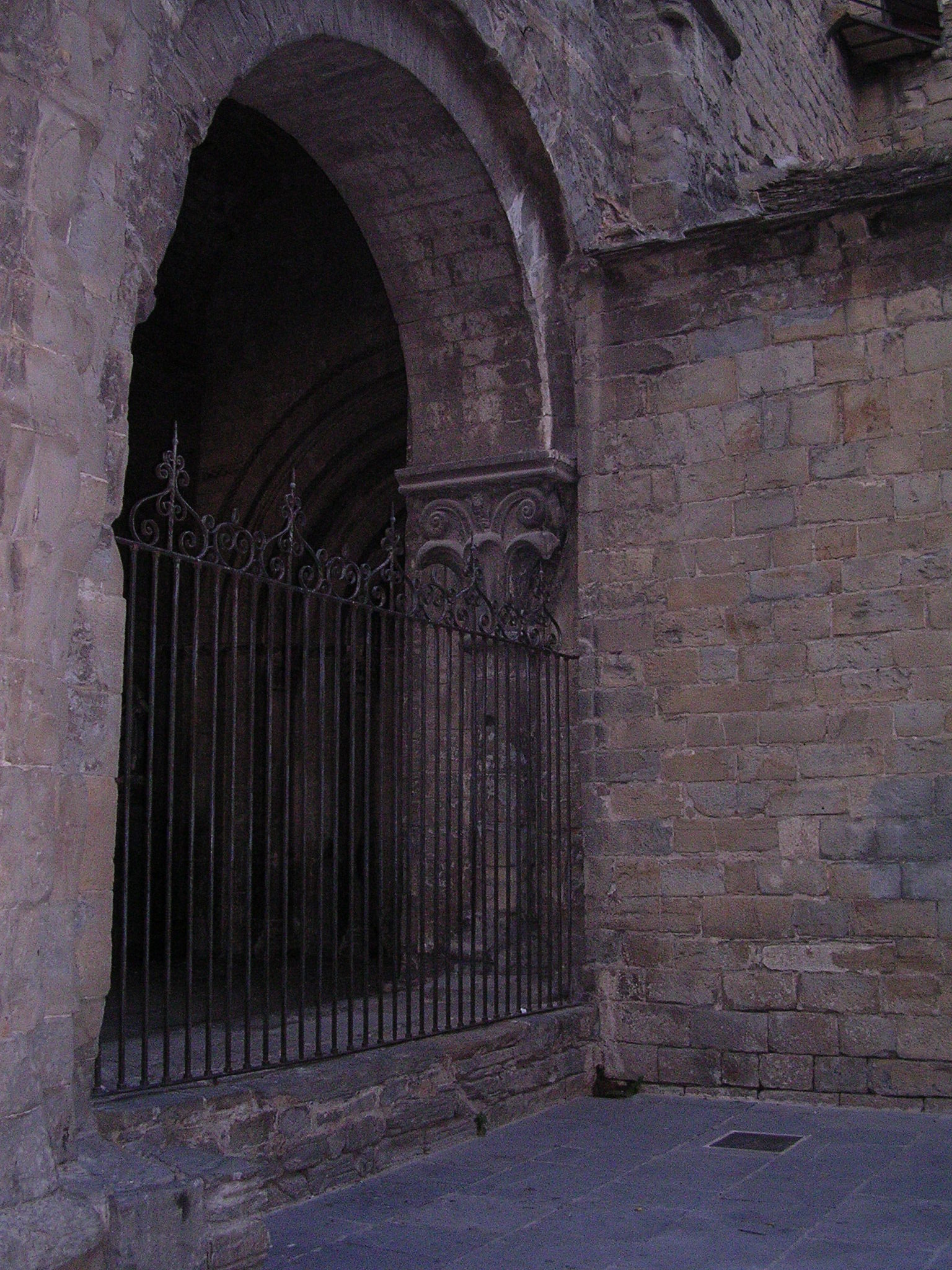
La porta principale chiusa da una grata.

Dopo essere divenuta capitale d'Aragona (1036) la città fu eretta a sede della diocesi omonima (1077), per cui si rendeva necessaria la costruzione di una cattedrale. Non si conosce la data esatta dell'inizio dei lavori di edificazione, che da taluni viene fissata al 1077 e da altri anticipata o posticipata di alcuni anni. Il corpo originario venne completato attorno al 1130. Un incendio distrusse, nel 1395, il tetto della cattedrale, che venne ricostruito negli anni immediatamente successivi e fu oggetto di radicali modifiche agli inizi del Cinquecento. In quegli stessi decenni e in epoca immediatamente posteriore, vennero innalzate le due navate laterali e ampliata la navata centrale. In età barocca furono apportate altre aggiunte al corpo dell'edificio (Cappella di Santa Orosia, loggia e chiostro) mentre l'interno si arricchì di una preziosa pala d'altare e di altre decorazioni di notevole livello artistico.
Nella seconda metà del XVIII secolo una delle tre absidi fu demolita e ricostruita, mentre un'altra, quella centrale, subì mutamenti radicali.

## Architettura

### Architettura esterna
La cattedrale ha una struttura romanica, sebbene presenti molti elementi, sia esterni che interni, in stile gotico, rinascimentale e barocco. La pianta dell'edificio si articola in una navata centrale e due laterali, con tre absidi e due porte esterne, una principale, ad occidente, e una secondaria, a meridione, entrambe dotate di due logge, una delle quali di gusto rinascimentale. Delle tre absidi, una sola faceva parte del corpo primigenio della fabbrica: delle due rimanenti, quella centrale subì ampliamenti e modifiche radicali nel XVIII secolo, mentre l'altra, andata distrutta, fu interamente ricostruita nella stessa epoca. Nell'unica abside di età medievale restata intatta fino ai giorni nostri, è mirabilmente sintetizzato il linguaggio architettonico e decorativo del romanico autoctono sviluppatosi nell'Alta Aragona fra l'XI e il XII secolo. Tale stile è oggigiorno definito romanico jaqués, per differenziarlo dal romanico d'importazione, il cosiddetto romanico lombardo, che conobbe all'epoca una straordinaria diffusione in tutta la Spagna nord-orientale (anche la celebre "chiesa di San Caprasio", a Santa Cruz de la Serós, in Jacetania, fu edificata secondo i canoni stilistici lombardi).

### Architettura interna

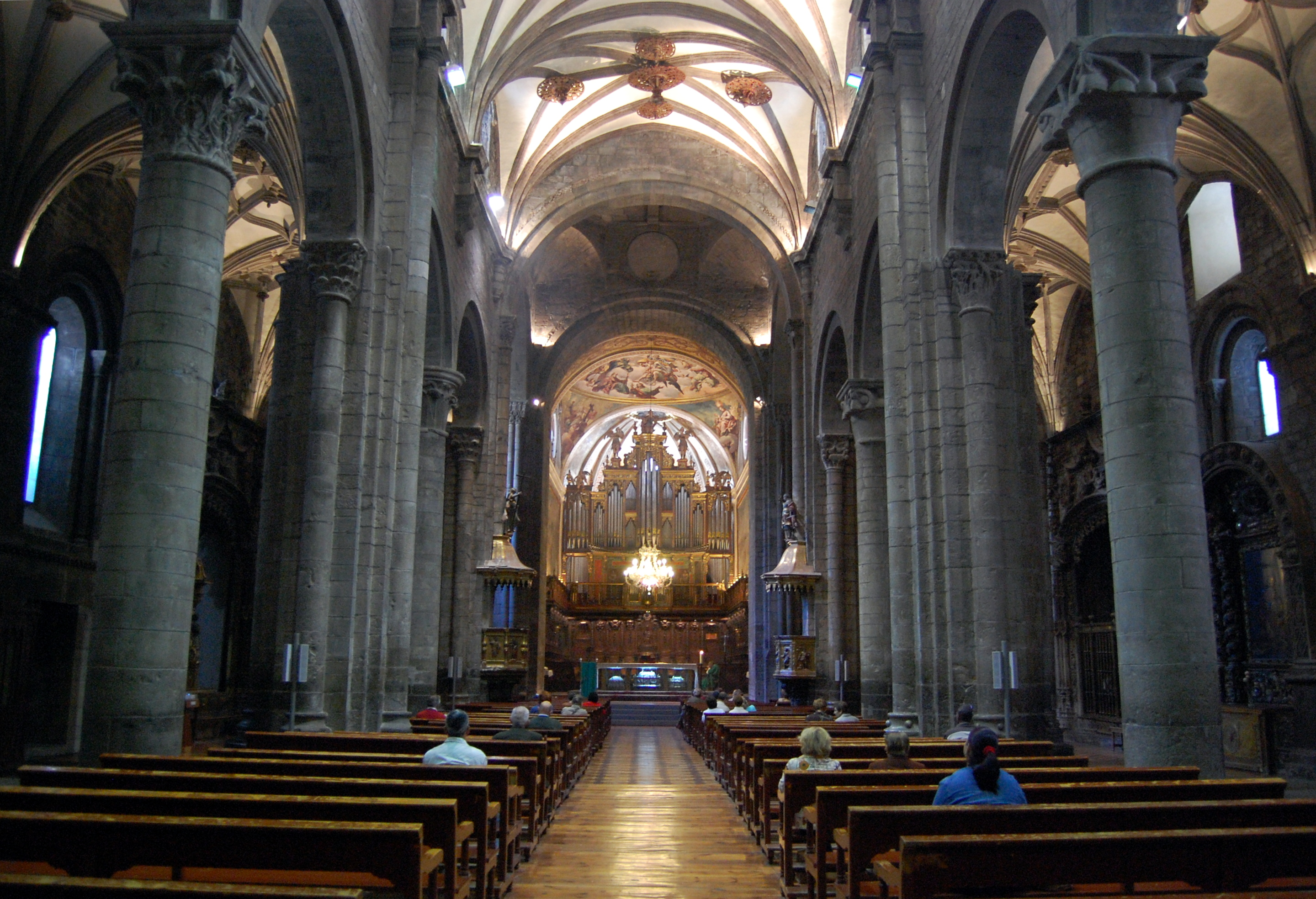
Interno della cattedrale

All'interno, le tre navate sono separate da arcate poggianti su pilastri alternativamente cruciformi e cilindrici, come avviene in alcuni edifici di culto della vicina Francia. I capitelli, corinzi, presentano motivi decorativi vegetali e geometrici. Il tetto, originariamente in legno, fu sostituito, già in età moderna, da volte a crociera. Di notevoli dimensioni è la cupola, ottagonale. Sui quattro lati del corpo principale sono presenti numerose cappelle, edificate fra la fine del XV secolo, e la metà del XVII secolo: se le prime, (fra cui Santa Cruz e San Agustín) furono costruite secondo gli stilemi del gotico tardio, quelle progettate nel Cinquecento (San Miguel, San Jeronimo, ecc.), tradiscono forti influenze rinascimentali e manieriste, mentre la Cappella di Santa Orosia, rifatta interamente nel XVII secolo, ha forme barocche.

## Decorazione
Fra le opere d'arte più rappresentative che abbelliscono la cattedrale di San Pedro si segnalano:
- La pala d'altare della Cappella di San Miguel, scolpita da Gil Morales il giovane, Gabriel Yoli, Juan de Salas e dal fiorentino Giovanni de Moreto (o Moretto). Quest'ultimo fu anche l'architetto che diresse i lavori di costruzione della Cappella (iniziati nel 1523), ritenuta una delle più significative espressioni dello stile rinascimentale-plateresco aragonese
- La pala dell'altar maggiore, terminata agli inizi del Seicento e alla quale lavorarono per lunghi anni maestri provenienti da ogni parte della Spagna
- Gli affreschi dell'abside centrale, dipinti, fra il 1792 e il 1793, da Manuel Bayeu[2], fratello di Francisco Bayeu e cognato di Francisco Goya.